# 11011 KIAM
11011 KIAM è un asteroide della fascia principale. Scoperto nel 1981, presenta un'orbita caratterizzata da un semiasse maggiore pari a 2,3974955 UA e da un'eccentricità di 0,2055879, inclinata di 3,00697° rispetto all'eclittica.